# Franciszek Dziasek

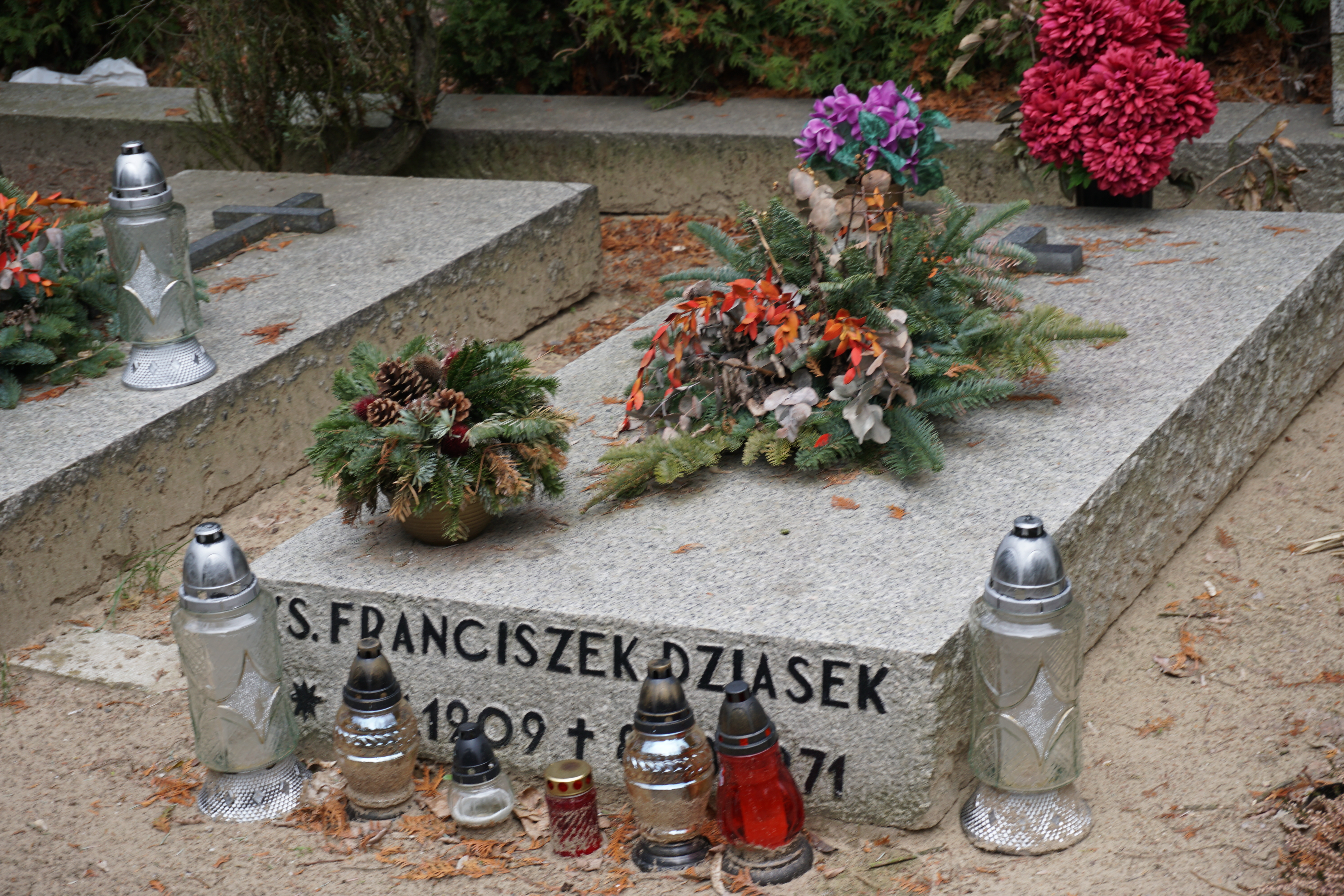
Grób ks. Franciszka Dziaska na cmentarzu Miłostowo w Poznaniu

Franciszek Dziasek (ur. 5 listopada 1909 w Zaborowie koło Śremu – zm. 8 października 1971 w Poznaniu) – polski duchowny katolicki, pisarz, członek Poznańskiego Towarzystwa Przyjaciół Nauk.

## Życiorys
W 1930 roku ukończył Gimnazjum w Śremie. Studia teologiczne odbył w Gnieźnie (1930-1932), a w Seminarium Duchownym w Poznaniu, w 1936 roku przyjął święcenia kapłańskie. Doktoratem zakończył studia na Papieskim Uniwersytecie Gregoriańskim w Rzymie (1938).
Po wybuchu II wojny światowej został osadzony w Forcie VII, skąd następnie został przewieziony do niemieckiego obozu koncentracyjnego w Buchenwaldzie, a potem do Dachau.
Po 1945 roku pracował w Poznaniu jako prefekt VI Liceum Ogólnokształcącego w Poznaniu, wykładowca i wicedyrektor seminarium (1950-1964), a w 1968 przewodniczył komisjom Synodu Archidiecezji Poznańskiej.
Jego prace naukowe z zakresu soteriologii, mariologii, charytologii, eklezjologii mają znaczący wkład w poszerzenie polskiej terminologii teologicznej. Był członkiem PTPN.
Wydał m.in. „Pamiętnik Czasu Pogardy” (1970), „Jezus Chrystus Boski Posłaniec. Traktat chrystologiczny”.
Został pochowany na cmentarzu Miłostowo w Poznaniu (pole 4, kwatera kanoników kapituły metropolitalnej).

## Źródła internetowe
- Leksykon Polskich Dogmatyków. [dostęp 2009-11-02].